# Czajki (gmina w guberni łomżyńskiej)
Czajki – dawna gmina wiejska istniejąca w XIX wieku w guberni łomżyńskiej. Siedzibą władz gminy były Czajki.
Za Królestwa Polskiego gmina Czajki należała do powiatu pułtuskiego w guberni łomżyńskiej.
Gmina została zniesiona w 1877 roku, a jej obszar włączono do gminy Nasielsk.